# Mikrostyk
Mikrostyk Spółka Akcyjna – polski producent tłoczonych i wykrawanych wyrobów metalowych.

## Historia
Gniewskie Zakłady Podzespołów Radiowych Porad (znane również jako T-20) zostały założone w 1957 r., w Gniewie przy ulicy Sobieskiego 11. Weszły w skład zjednoczenia Unitra. Były jednym z większych zakładów przemysłowych regionu.
W 1970 zakład został włączony do Eltry jako filia, przejmując część produkcji podzespołów stykowych.
W 1978 włączony w skład Przedsiębiorstwa Techniczno-Produkcyjnego Unitech. Zasadniczy profil produkcji nie uległ przy tym zmianie.
W 1990, po podziale Unitechu, utworzono samodzielnie przedsiębiorstwo pod nazwą Zakłady Podzespołów Elektroniki Unitra-Mikrostyk. W 1992 zmieniono nazwę na Zakłady Podzespołów ElektronikiMikrostyk.
W 1998 zakład został sprywatyzowany i obecnie jest spółką akcyjną o nazwie Mikrostyk S.A.

## Produkcja
W pierwszym okresie istnienia zakłady produkowały przełączniki (w tym obrotowe przełączniki zakresów do odbiorników radiowych), gniazda i wtyki radiowe, stabilizatory i filtry (w tym dla przemysłu okrętowego). Po przyłączeniu do Eltry rozszerzono zakres produkcji przejmując część asortymentu elementów złączowych. Produkowano także bloki regulacyjne do telewizorów.
Profil produkcji spółki został zdywersyfikowany i tworzy ona również m.in. dla branży elektroniki konsumpcyjnej, oświetleniowej, telekomunikacji, producentów sprzętu AGD, elektrotechniki oraz branży baterii. Od 2011 roku Mikrostyk poszerzył swoją ofertę o rozwiązania z dziedziny automatyzacji procesów produkcyjnych.